# Faro della Madonetta

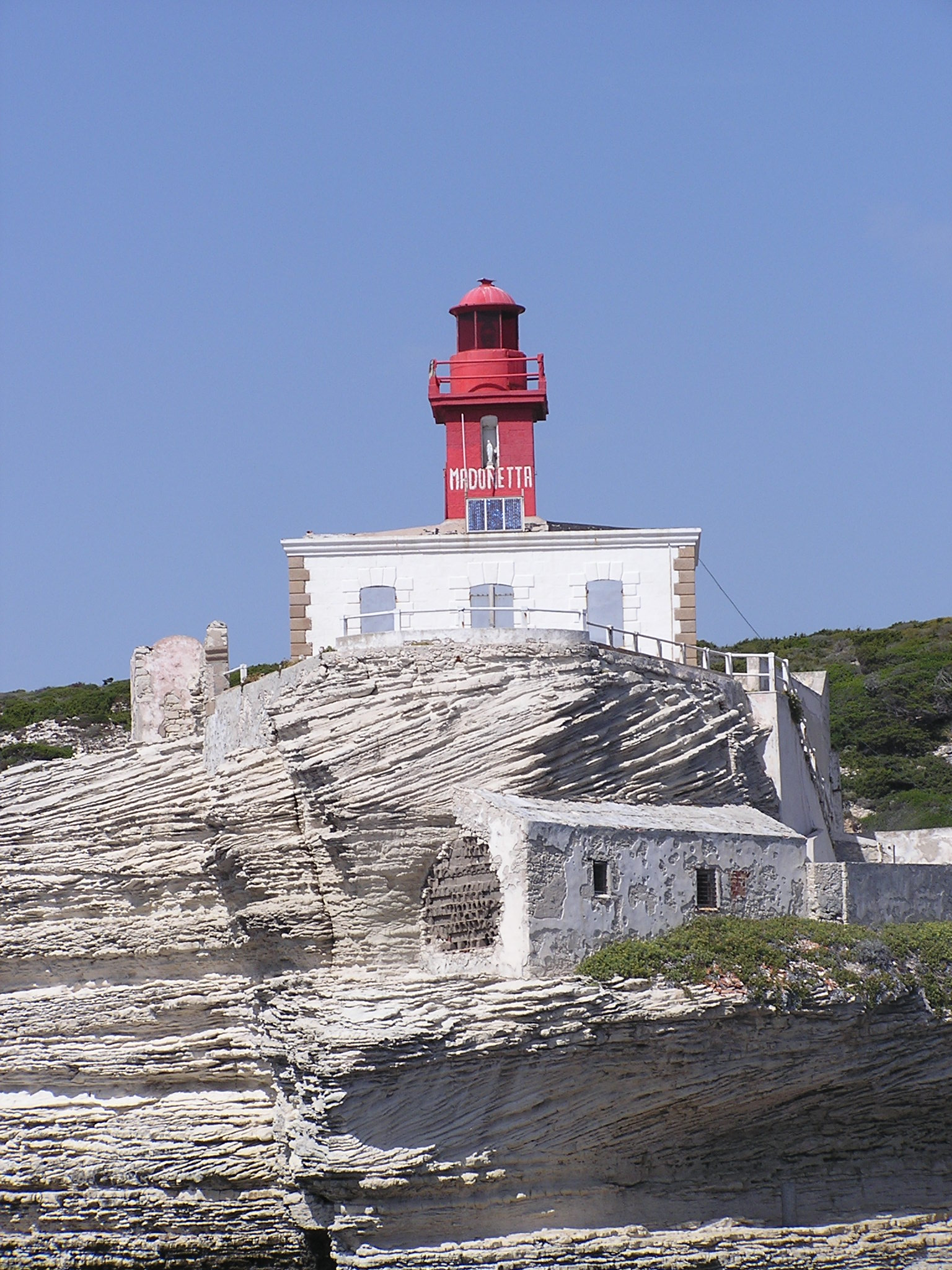
Particolare del faro

Il faro della Madonetta (Fanali di a Madonetta in corso) è un faro marittimo che si trova sull'omonima punta a ovest della città di Bonifacio, all'estremità costiera meridionale della Corsica. L'emissione luminosa avviene grazie ad una lampada alogena, con segnale fisso rosso ogni 4 secondi.
Il faro è stato inaugurato nel 1854 ed automatizzato nella seconda metà del Novecento; recentemente è stato munito di pannelli solari per l'alimentazione elettrica.
Si tratta di una torre a sezione quadrata con muratura liscia dall'intonaco rosso, che si eleva al di sopra della parte centrale di un edificio a base rettangolare, con muratura liscia bianca e pietre angolari, che in passato ospitava le abitazioni dei guardiani. Sulla parte sommitale della torre si trova la lanterna, anch'essa con pareti dipinte di rosso.